# Ітаянаґі

40°41′46″ пн. ш. 140°27′27″ сх. д. / 40.69611° пн. ш. 140.45750° сх. д.
Ітаяна́ґі (яп. 板柳町, いたやなぎまち, МФА: [itajanagʲi mat͡ɕi̥]) — містечко в Японії, в повіті Кіта-Цуґару префектури Аоморі. Станом на 1 жовтня 2007 площа містечка становила 41,81 км². Станом на 1 липня 2008 населення містечка становило 15 673 осіб.